# Baden Powell (mathématicien)
Pour les articles homonymes, voir Baden Powell et Powell.
Ne doit pas être confondu avec Robert Baden-Powell.
Baden Powell (22 août 1796 - 11 juin 1860) était un mathématicien anglais et un prêtre de l'Église d'Angleterre. Il a occupé la chaire savilienne de géométrie à l'université d'Oxford de 1827 à 1860. Powell était un éminent théologien libéral qui a avancé des idées avancées sur l'évolution.

## Origines
Baden Powell II est né à Stamford Hill, Hackney à Londres. Son père, Baden Powell I (1767-1841), de Langton et Speldhurst dans le Kent, était un marchand de vin, qui a servi comme haut shérif du Kent en 1831, et comme maître de la Worshipful Company of Mercers en 1822. La mère de Baden Powell II était Hester Powell (1776-1848), la cousine germaine paternelle de son père,, une fille de James Powell (1737-1824) de Clapton, Hackney, Middlesex, maître de la Worshipful Company of Saleurs en 1818.
La famille Powell remonte au début du XVIe siècle, où ils étaient des fermiers yeomen à Mildenhall dans le Suffolk. L'arrière-grand-père de Baden Powell II, David Powell (1725-1810) de Homerton, Middlesex, un deuxième fils, a émigré à la ville de Londres à l'âge de 17 ans en 1712, puis s'est lancé dans les affaires en tant que marchand à Old Broad Street et a acheté le manoir de Wattisfield dans le Suffolk,. En 1740, une branche de la famille rachète la verrerie Whitefriars.
Le nom Baden trouve son origine dans Susanna Baden (1663-1737), la grand-mère maternelle de David Powell (1725-1810) de Homerton, Middlesex, et l'un des dix enfants d'Andrew Baden (1637-1716), un Mercer qui a été maire de Salisbury en 1682.

## Éducation
Powell a été admis en tant que premier cycle à Oriel College, Oxford et a obtenu un diplôme de première classe en mathématiques en 1817.

## Ordination
Powell a été ordonné prêtre de l'Église d'Angleterre en 1821, après avoir été vicaire de Midhurst, Sussex. Sa première vie fut en tant que vicaire de Plumstead, Kent, dont le patronat appartenait à sa famille. Il y a immédiatement commencé ses travaux scientifiques, en commençant par des expériences sur la chaleur rayonnante.

## Mariages et enfants
Powell s'est marié trois fois et a eu quatorze enfants au total. En 1870, tous ses enfants adoptèrent le nom de famille "Baden-Powell".
Le premier mariage de Powell le 21 juillet 1821 avec Eliza Rivaz (décédée le 13 mars 1836) était sans enfant.
De son deuxième mariage le 27 septembre 1837 avec Charlotte Pope (décédée le 14 octobre 1844) sont nés un fils et trois filles :
- Charlotte Elizabeth Powell, (14 septembre 1838 ; 20 octobre 1917)
- Baden Henry Baden-Powell, FRSE (23 août 1841 - 2 janvier 1901)
- Louisa Ann Powell, (18 mars 1843 - 1er août 1896)
- Laetitia Mary Powell, (4 juin 1844 - 2 septembre 1865)

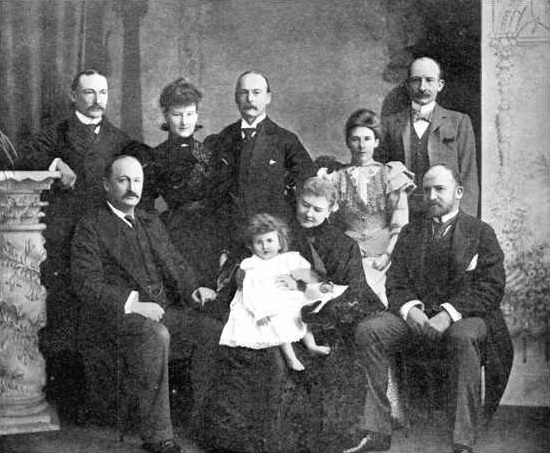
Survivants de la troisième famille de Baden Powell : rangée arrière, debout (de gauche à droite) : Major BFS Baden-Powell ; Mlle Agnès DS Baden-Powell ; M. Frank Baden-Powell ; colonel RSS Baden-Powell. Première rangée, assis : Sir George Baden-Powell ; Mme Henrietta Grace Baden-Powell avec l'un des petits-enfants de Powell ; et M. Warington Baden-Powell.

De son troisième mariage le 10 mars 1846 (à l'église St Luke à Chelsea) avec Henrietta Grace Smyth (3 septembre 1824 - 13 octobre 1914), fille de l'amiral Smyth, sont nés sept fils et trois filles :
- Warington Baden-Powell, (3 février 1847 - 24 avril 1921), officier de marine, membre de la Royal Geographical Society et conseiller du roi (KC)
- Sir George Smyth Baden-Powell, (24 décembre 1847 - 20 novembre 1898), homme politique et député conservateur (1885 - 1898)
- Auguste Smyth Powell ; 1849-1863)
- Francis (Frank) Smyth Baden-Powell (29 juillet 1850 - 25 décembre 1933)[9], un artiste qui a exposé à la Royal Academy of Arts
- Henrietta Smyth Powell (28 octobre 1851 - 9 mars 1854)
- John Penrose Smyth Powell (21 décembre 1852 - 14 décembre 1855)
- Jessie Smyth Powell (25 novembre 1855 - 24 juillet 1856)
- Robert Baden-Powell, 1er baron Baden-Powell, (22 février 1857 - 8 janvier 1941), officier de l'armée, écrivain et fondateur des Boy Scouts and Girl Guides.
- Agnès Baden-Powell, (16 décembre 1858 - 2 juin 1945), fondatrice des Girl Guides
- Baden Baden-Powell, (22 mai 1860 - 3 octobre 1937), officier de l'armée, aviateur et président de la Royal Aeronautical Society

Peu de temps après la mort de Powell en 1860, sa femme a renommé les enfants restants de son troisième mariage « Baden-Powell »; le nom a finalement été légalement changé par licence royale le 30 avril 1902. Baden Henry Powell est souvent aussi appelé Baden Henry Baden-Powell, et utilisait ce nom lors du recensement de 1891.

## Évolution
Powell était un ardent défenseur de l'uniformité constante des lois du monde matériel. Ses opinions étaient libérales et il était favorable à la théorie de l'évolution bien avant que Charles Darwin n'ait révélé ses idées. Il a fait valoir que la science ne devrait pas être placée à côté de l'Écriture ou les deux approches seraient en conflit, et dans sa propre version de la maxime de Francis Bacon, a soutenu que le livre des œuvres de Dieu était séparé du livre de la parole de Dieu, affirmant que la morale et la les phénomènes physiques étaient complètement indépendants.
Sa foi dans l'uniformité de la nature (à l'exception de l'esprit de l'homme) était exposée dans un argument théologique ; si Dieu est un législateur, alors un "miracle" briserait les édits légitimes qui avaient été émis à la Création. Par conséquent, une croyance aux miracles serait entièrement athée. Les travaux les plus significatifs de Powell ont successivement défendu la géologie uniformitarienne exposée par Charles Lyell et les idées évolutionnistes dans Vestiges de l'histoire naturelle de la création publié anonymement par Robert Chambers qui appliquaient des lois uniformes à l'histoire de la vie par opposition à des idées plus respectables telles comme catastrophisme impliquant une série de créations divines. "Il a insisté sur le fait qu'aucune interprétation torturée de la Genèse ne suffirait jamais; nous devions abandonner les Jours de la Création et fonder le Christianisme sur les lois morales du Nouveau Testament." 
L'audace de Powell et d'autres théologiens dans le traitement de la science a conduit Joseph Dalton Hooker à commenter dans une lettre à Asa Gray datée du 29 mars 1857 : « Ces pasteurs ont tellement l'habitude de traiter les abstractions des doctrines comme s'il n'y avait aucune difficulté à eux, si confiants, de la pratique d'avoir la conversation pour eux tous seuls pendant une heure au moins chaque semaine sans personne pour contredire une syllabe qu'ils prononcent, qu'elle soit si lâche ou mauvaise, qu'ils galopent sur le parcours quand leur champ est la botanique ou la géologie comme si nous étions dans les bancs et eux dans la chaire. Soyez témoin du style plein d'assurance de Whewell et Baden Powell, Sedgwick et Buckland. » William Whewell, Adam Sedgwick et William Buckland se sont opposés aux idées évolutionnistes,.
Lorsque l'idée de la sélection naturelle a été évoquée par Darwin et Wallace dans leurs articles de 1858 à la Linnaean Society, Powell et son beau-frère William Henry Flower pensaient que la sélection naturelle rendait la création rationnelle.

## Essais et critiques
Il était l'un des sept théologiens libéraux qui ont produit un manifeste intitulé Essays and Reviews vers février 1860, qui s'est entre autres joint au débat sur L'Origine des espèces. Ces anglicans comprenaient des professeurs d'Oxford, des membres du clergé de campagne, le directeur de l'école de rugby et un laïc. Leur déclaration selon laquelle les miracles étaient irrationnels a suscité une colère sans précédent, éloignant une grande partie du feu de Charles Darwin. Les essais se sont vendus à 22 000 exemplaires en deux ans, plus que l'Origin vendu en vingt ans, et ont déclenché cinq ans de débats de plus en plus polarisés avec des livres et des pamphlets contestant furieusement les enjeux.
Se référant au "livre magistral de M. Darwin" et réaffirmant son argument selon lequel la croyance aux miracles est athée, Baden Powell a écrit que le livre "doit bientôt provoquer une révolution entière dans l'opinion en faveur du grand principe des pouvoirs auto-évolutifs de la nature. " 
Il aurait été sur la plate-forme lors du débat sur l'évolution d'Oxford de la British Association for the Advancement of Science 1860 qui a été un point culminant de la réaction à la théorie de Darwin. L'antagoniste de Huxley, Wilberforce, était également le plus grand critique d' Essays and Reviews. Powell est décédé d'une crise cardiaque quinze jours avant la réunion. Il est enterré au cimetière de Kensal Green, à Londres.

## Œuvres principales
- (en) History of Natural Philosophy from the Earliest Periods to the Present Time, Longman, Brown, Green, et Longmans, 1837 (lire en ligne)
- (en) The Connexion of Natural and Divine Truth Or the Study of the Inductive Philosophy Considered as Subservient to Theology: Or, The Study of the Inductive Philosophy, Considered as Subservient to Theology, J.W. Parker, 1838 (lire en ligne)
- (en) A General and Elementary View of the Undulatory Theory, as Applied to the Dispersion of Light, and Some Other Subjects: Including the Substance of Several Papers, Printed in the Philosophical Transactions, and Other Journals, J.W. Parker, 1841 (lire en ligne)
- (en) avec Jonathan Pereira, Lectures on Polarized Light: Together with a Lecture on the Microscope, Delivered Before the Pharmaceutical Society of Great Britain, and at the Medical School of the London Hospital, Longman, Brown, Green, et Longmans, 1854 (lire en ligne)
- (en) The Order of Nature: Considered in Reference to the Claims of Revelation : a Third Series of Essays, Longman, Brown, Green, Longmans et Roberts, 1859 (lire en ligne)

## Étudiants notables
Lewis Carroll a assisté aux cours de géométrie pure de Baden Powell.

## Collections
En 1970, 170 volumes de la bibliothèque de Powell ont été remis aux bibliothèques Bodleian par son petit-fils, DFW Baden Powell.

## Lectures complémentaires
- Pietro Corsi, Science et religion: Baden Powell et le débat anglican, 1800-1860, Cambridge University Press, 1988, 346 p. (ISBN 0-521-24245-2, lire en ligne)